# Gouverneurswahl in New York 1807
Die Gouverneurswahl in New York von 1807 fand im April 1807 statt, wo der Gouverneur und der Vizegouverneur von New York gewählt wurden.

## Kandidaten
Morgan Lewis trat mit seiner eigenen Fraktion in der Demokratisch-Republikanischen Partei zu Wiederwahl an. Sein Vizegouverneurskandidat war Thomas Storm. Für die Gegenseite trat Daniel D. Tompkins mit John Broome an, beide aus der Clintonian Fraktion in der Demokratisch-Republikanischen Partei.

## Ergebnis
| Bild   | Kandidat           | Partei                                 | Stimmen | Stimmen  |
| Bild   | Kandidat           | Partei                                 | Anzahl  | Prozent  |
| ------ | ------------------ | -------------------------------------- | ------- | -------- |
|        | Daniel D. Tompkins | Demokratisch-Republikaner (Clintonian) | 35.074  | 53,09 %  |
|        | Morgan Lewis       | Demokratisch-Republikaner (Lewisites)  | 30.989  | 46,91 %  |
| Gesamt | Gesamt             | Gesamt                                 | 66.063  | 100,00 % |